# 레드키위 (애플리케이션)

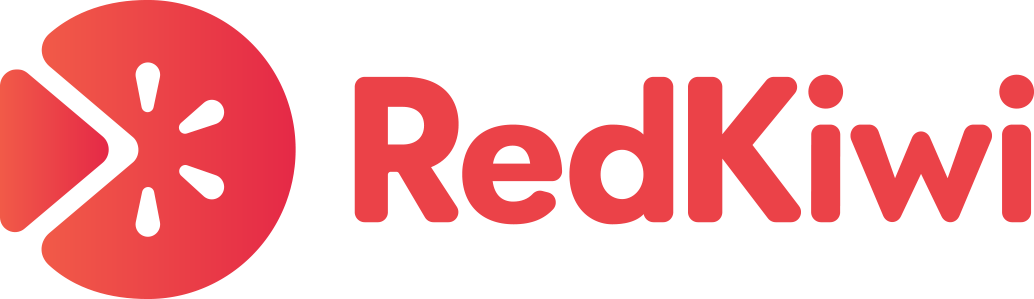
레드키위(RedKiwi) 로고

레드키위(RedKiwi)는 대한민국에서 서비스하는 영어 학습 애플리케이션이다. 2017년에 미미킹이라는 이름으로 런칭했으나, 이후 레드키위로 이름을 바꾸어 리뉴얼했다. 소프트웨어 스타트업인 하얀마인드에서 만들었으며, 회사는 대전광역시 유성구에 위치한다. 레드키위는 유튜브 동영상을 번역하여 학습 영상으로 제공하며, 사용자들은 자신이 원하는 콘텐츠를 선택하여 영어를 공부한다. 레드키위의 가장 큰 특징은 문장을 듣고 단어를 배열하는 '듣기 퀴즈'이며, 이를 통해 사용자들이 학습에 참여하도록 유도한다. 녹음, 복습, Q&A 등이 학습 과정에 포함되어 있다.
현재 레드키위는 한국뿐만 아니라 일본, 베트남, 스페인 등에서도 서비스하고 있으며, 글로벌 앱 다운로드 30만 회를 기록하였다. 특히 일본에서 주목받고 있으며, 일본의 애플리케이션 리뷰 사이트인 Appliv에서  2020년 1월 10일 안드로이드 기준으로 영어 회화 공부 주간 인기 앱 랭킹 2위에 올랐다.